# سیارک ۱۰۶۲۷
سیارک ۱۰۶۲۷ (به انگلیسی: 10627 Ookuninushi، نامگذاری:1998BW2) ده هزار و ششصد و بیست و هفتمین سیارک کشف شده‌است که در ۱۹ ژانویه ۱۹۹۸ کشف شد.
قدر مطلق سیارک برابر ۱۲٫۸۰ است.